# Langarud
Langarud este un oraș din provincia Gilan, Iran situată pe litoralul de sud al Mării Caspice.